# Pteris × khullarii
Pteris × khullarii là một loài dương xỉ trong họ Pteridaceae. Loài này được Y.P.S.Pangtey, S.S.Samant & S.Verma mô tả khoa học đầu tiên năm 1990.
Danh pháp khoa học của loài này chưa được làm sáng tỏ. 